# Jacqueline Cadet
Jacqueline Cadet, née Françoise Jacqueline Castany le 26 décembre 1920 à Perpignan (Pyrénées-Orientales) et morte à Neuilly-sur-Seine (Hauts-de-Seine), est une actrice française .

## Filmographie
- 1939 : La Famille Duraton de Christian Stengel : la chanteuse
- 1942 : Cartacalha, reine des gitans de Léon Mathot : Babali
- 1945 : La Part de l'ombre de Jean Delannoy
- 1947 L'Éventail de Emil-Edwin Reinert : Madeleine Catinat
- 1948 Troisième cheminée sur la gauche de Jean Mineur
- 1949 : La Maison du printemps de Jacques Daroy : Suzy
- 1955 : Le Fil à la patte de Guy Lefranc : Clara
- 1957 : Mimi Pinson de Robert Darène : Tounette